# Liste der Marktgemeinden in Vorarlberg
Die Liste enthält alle zwölf Marktgemeinden im österreichischen Bundesland Vorarlberg.
| Markt     | Bezirk    | Markt seit | Einwohner (2024) | Fläche in km² |
| --------- | --------- | ---------- | ---------------- | ------------- |
| Bezau     | Bregenz   | 1962       | 2.040            | 34,41         |
| Egg       | Bregenz   | 2020       | 3.767            | 65,37         |
| Frastanz  | Feldkirch | 1993       | 6.669            | 32,30         |
| Götzis    | Feldkirch | 1694       | 12.231           | 14,64         |
| Hard      | Bregenz   | 1905       | 13.787           | 17,46         |
| Hörbranz  | Bregenz   | 2008       | 6.720            | 8,74          |
| Lauterach | Bregenz   | 1985       | 10.531           | 11,92         |
| Lustenau  | Dornbirn  | 1902       | 24.223           | 22,26         |
| Nenzing   | Bludenz   | 1993       | 6.441            | 110,35        |
| Rankweil  | Feldkirch | 1618       | 12.172           | 21,87         |
| Schruns   | Bludenz   | 1927       | 4.027            | 18,06         |
| Wolfurt   | Bregenz   | 1982       | 8.899            | 10,00         |